# فريد زامبيرليتي
فريد زامبيرليتي (بالإنجليزية: Fred Zamberletti)‏‏ (28 مايو 1932 - 2 سبتمبر 2018) هو مدرب رياضي في كرة القدم الأمريكية. تُوفي في 2 سبتمبر 2018.